# Józef Kiszka (botanik)
Józef Kiszka (ur. 9 grudnia 1939 w Kalinowie, zm. 24 marca 2007 w Krakowie) – polski biolog, botanik, lichenolog, profesor nauk biologicznych i nauczyciel akademicki Wyższej Szkoły Pedagogicznej w Krakowie (obecnie Uniwersytet Pedagogiczny w Krakowie).

## Życiorys
Profesor Józef Kiszka był absolwentem II Liceum im. Króla Jana III Sobieskiego w Krakowie (1957 r.). Studia na Wydziale Geograficzno-Biologicznym Wyższej Szkoły Pedagogicznej w Krakowie ukończył w 1961 roku i w tym samym roku rozpoczął pracę na macierzystej Uczelni, z którą związał całą karierę zawodową i naukową. Od 1988 r. aż do śmierci kierował Zakładem Botaniki w Instytucie Biologii. Był założycielem i kuratorem zielnika lichenologicznego Uniwersytetu Pedagogicznego w Krakowie (KRAP-L) oraz zielnika w Arboretum w Bolestraszycach (BDPA). Obecnie zbiory lichenonogiczne z Bolestraszyc znajdują się w zielniku Polskiej Akademii Nauk w Krakowie (KRAM). Od 1986 roku pracował także w Arboretum i Zakładzie Fizjografii w Bolestraszycach koło Przemyśla, gdzie przez długi czas pełnił funkcję kierownika Zakładu Fizjografii. Był członkiem Rady Naukowej Arboretum w Bolestraszycach oraz Towarzystwa Przyjaciół Nauk w Przemyślu.

## Stopnie i tytuły naukowe[1][4]
- 1961 – stopień magistra; praca magisterska: „Porosty Puszczy Niepołomickiej”; promotor doc. Kazimierz Kostrakiewicz.
- 1967 – stopień doktora nauk biologicznych; rozprawa doktorska: „Stosunki lichenologiczne w Beskidzie Śląskim”; promotor doc. Kazimierz Kostrakiewicz.
- 1978 – stopień doktora habilitowanego nauk biologicznych na Wydziale Biologii i Nauk o Ziemi Uniwersytetu Jagiellońskiego; rozprawa habilitacyjna: „Wpływ emisji miejskich i przemysłowych na florę porostów (Lichenes) Krakowa i Puszczy Niepołomickiej”.
- 2002 – tytuł profesora nauk biologicznych nadany przez Prezydenta RP.

## Zainteresowania badawcze
Głównym obiektem zainteresowań naukowych były porosty (grzyby zlichenizowane). Badał ich bioróżnorodność, rozmieszczenie, ekologię, taksonomię oraz zagadnienia związane z antropogenicznymi przemianami i zagrożeniem porostów. Profesor Józef Kiszka był prokursorem badań lichenoindykacyjnych w Polsce. Przystosował do polskich warunków klimatycznych skalę porostową, stworzył mapy bioindykacyjne dla wielu obszarów Polski. Był prekursorem w Polsce badań nad grzybami naporostowymi publikując wraz z Bolesławą Starmachową jedną z pierwszych prac w Europie o tej tematyce. Był autorem 172 prac naukowych w tym wielu opracowań monograficznych oraz kilkunastu prac popularnonaukowych z dziedziny botaniki, ochrony środowiska oraz dydaktyki nauczania biologii. Ponad połowa prac naukowych była poświęcona Karpatom. Był mocno zaangażowany w sprawy ochrony przyrody. Ściśle współpracował z Bieszczadzkim, Ojcowskim i Pienińskim Parkiem Narodowym. Był współautorem pierwszej dokumentacji projektowej „Turnickiego Parku Narodowego”, o którego utworzenie mocno zabiegał. Na jego cześć Dr J. Miądlikowska nazwała nowy dla nauki gatunek grzyba naporostowego – Zwackhiomyces kiszkianus D. Hawksw. & Miądlikowska.

## Odznaczenia[4]
- 1974 – Nagroda Prezydenta miasta Krakowa za działalność na polu ochrony
- 1981 – złota odznaka prezydium Rady Narodowej m. Krakowa za zasługi dla Ziemi Krakowskiej środowiska
- 1982 – Złoty Krzyż Zasługi
- 2005 – Krzyż Kawalerski Orderu Odrodzenia Polski

Kilkukrotnie nagradzany za działalność naukową przez Rektora macierzystej Uczelni.